# Setodes apinchanga
Setodes apinchanga är en nattsländeart som beskrevs av Schmid 1987. Setodes apinchanga ingår i släktet Setodes och familjen långhornssländor. Inga underarter finns listade i Catalogue of Life.